# Мейсвілл (Оклахома)
Мейсвілл (англ. Maysville) — місто (англ. town) в США, в округах Гарвін і Макклейн штату Оклахома. Населення — 1087 осіб (2020).

## Географія
Мейсвілл розташований за координатами 34°51′53″ пн. ш. 97°22′25″ зх. д. / 34.86472° пн. ш. 97.37361° зх. д. (34.864713, -97.373593).  За даними Бюро перепису населення США в 2010 році місто мало площу 5,09 км², з яких 4,12 км² — суходіл та 0,97 км² — водойми.

## Демографія
Згідно з переписом 2010 року, у місті мешкали 1232 особи в 491 домогосподарстві у складі 329 родин. Густота населення становила 242 особи/км².  Було 559 помешкань (110/км²).
Расовий склад населення:
| - 84,3 % — білих - 8,2 % — корінних американців - 0,3 % — чорних або афроамериканців - 0,3 % — азіатів |

До двох чи більше рас належало 6,3 %. Частка іспаномовних становила 3,2 % від усіх жителів.
За віковим діапазоном населення розподілялося таким чином: 25,4 % — особи молодші 18 років, 59,1 % — особи у віці 18—64 років, 15,5 % — особи у віці 65 років та старші. Медіана віку мешканця становила 37,6 року. На 100 осіб жіночої статі у місті припадало 89,5 чоловіків;  на 100 жінок у віці від 18 років та старших — 89,9 чоловіків також старших 18 років.
Середній дохід на одне домашнє господарство  становив 44 991 долар США (медіана — 32 917), а середній дохід на одну сім'ю — 49 178 доларів (медіана — 36 667). Медіана доходів становила 46 125 доларів для чоловіків та 25 714 долари для жінок. За межею бідності перебувало 24,4 % осіб, у тому числі 29,0 % дітей у віці до 18 років та 20,1 % осіб у віці 65 років та старших.
Цивільне працевлаштоване населення становило 418 осіб. Основні галузі зайнятості: роздрібна торгівля — 16,7 %, освіта, охорона здоров'я та соціальна допомога — 16,5 %, виробництво — 12,9 %, сільське господарство, лісництво, риболовля — 10,8 %.